# Jeepers Creepers: Reborn
Jeepers Creepers: Reborn ist ein US-amerikanischer Horrorfilm aus dem Jahr 2022 von Regisseur Timo Vuorensola nach einem Drehbuch von Sean-Michael Argo. Nach Jeepers Creepers – Es ist angerichtet (2001), Jeepers Creepers 2 (2003) und Jeepers Creepers 3 (2017) ist dies der vierte Film aus der Reihe. In Deutschland und Österreich kam der Film am 15. September 2022 in die Kinos.

## Handlung
Das Horror Hound Festival führt zahlreiche Horror-Fans nach Louisiana. Darunter befinden sich auch Chase und dessen Freundin Laine. Je näher die Veranstaltung rückt, umso öfter wird Laine von beunruhigenden Visionen heimgesucht, die mit der dunklen Vergangenheit der Stadt und der Legende des Creepers in Zusammenhang zu stehen scheinen.
Nachdem das Festival begonnen hat, ist sich Laine sicher, dass eine mystische Macht geweckt wurde, zu der sie eine besondere Verbindung zu haben scheint. Die Stimmung auf dem Festival wird immer ausgelassener und bald fließt zum ersten Mal Blut.

## Besetzung und Synchronisation
Die deutschsprachige Synchronisation übernahm die Hamburger Synch! Synch! Kino- & TV-Synchronisation GmbH. Dialogregie führte Angelika Scharf, die auch das Dialogbuch schrieb.
| Rolle        | Darsteller       | Synchronsprecher     |
| ------------ | ---------------- | -------------------- |
| Chase        | Imran Adams      | Jacob Weigert        |
| Creeper      | Jarreau Benjamin | stumm                |
| Jamie        | Matt Barkley     | Alexander Merbeth    |
| Lady Manilla | Georgia Goodman  | Nadine Wöbs          |
| Laine        | Sydney Craven    | Leonie Landa         |
| Stu          | Peter Brooke     | Hanns Jörg Krumpholz |

## Produktion und Hintergrund
Die Dreharbeiten fanden Ende 2020/Anfang 2021 in den Vereinigten Staaten im Bundesstaat Louisiana und in Großbritannien statt. Gedreht wurde unter anderem in den ORWO Studios (USA) und in den Black Hangar Studios (UK). Produziert wurde der Film von Orwo Studios und Infinity Films.
Die Kamera führte Simon Rowling, die Montage verantwortete Eric Potter. Das Kostümbild gestalteten Justine Arbuthnot, India Arbuthnott, Thea Alys Halleron-Place und Luca Levai und das Szenenbild Sivo Gluck. Den Vertrieb übernahm in Deutschland Splendid.
Während in den ersten drei Filmen der Creeper von Jonathan Breck verkörpert wurde, übernahm diese Rolle in diesem Film Jarreau Benjamin. Regie führte Timo Vuorensola, der zuvor unter anderem Iron Sky (2012) und Iron Sky: The Coming Race (2019) in Szene gesetzt hatte. Die ersten drei Teile der „Jeepers Creepers“-Reihe wurden von Victor Salva inszeniert.

## Rezeption
Oliver Armknecht bewertete den Film auf film-rezensionen.de mit fünf von zehn Punkten, der Versuch, die strauchelnde Reihe noch einmal in die Spur zu kriegen, sei nur bedingt gelungen. Trotz eines sympathischen Duos hinterlasse der Film kaum Eindruck. Auch wenn er besser sei als der Vorgänger, komme richtig Spannung nicht auf, das Setting einer Horror-Convention würde zudem zu wenig genutzt.
Christian Lukas dagegen bezeichnete den Film auf Quotenmeter.de als „ein einziges Desaster“ und kritisierte das Fehlen jeglichen Gespürs für Spannung und die nicht vorhandene Schauspielführung. Gelungen sei allerdings das Design des Creepers. Jarreau Benjamin verstehe es, der Figur tatsächlich eine unheimliche Note zu verpassen. Ähnlich urteilte Mike Kaminski, der auf moviebreak.de zwei von zehn Punkten vergab und meinte, dass der Film  mit einer Vielzahl an Problemen aufwarte, vom Cast über das Drehbuch und den Dialogen bis zu den Effekten, Maske und Make-up. Sidney Schering bewertete den Film auf Filmstarts.de mit einem von fünf Sternen und titelte: „Auf diese Wiedergeburt hätten wir lieber verzichtet“.